# Rúper
Roberto López Esquiroz, noto come Rúper (Estella, 4 giugno 1987), è un calciatore spagnolo, centrocampista dell'Izarra.